# Поедунья
Поедунья (бел. Паядуня) — хутор в Рытанском сельсовете Островецкого района Гродненской области Белоруссии. Расположен в 40 км от города Островец, в 45 км от железнодорожной станции Гудогай, в 290 км от Гродно. В 2014 году в хуторе проживало 2 человека.
Интересна очень история расшифровки названия деревушки Поедунья, расположенной в уголочке между пограничной с Литвой речкой Балашинка и рекой Вилия. Эта расшифровка помогла реконструировать давнее название Балашинки - Чёрная речка. В исторических актах имеется старое упоминание об этих местах: деревня Паёдупе и имение Паёдупе. На литовском языке "Pajodupe” - " под Черной речкой". Вот название с потерей Балтского языка и пережило метаморфозу: Паёдупе-Поёдубе-Паядуня (Поедунья).

## История
С 1922 года в составе Польши, с 1939 года в составе БССР. С 1992 года в составе колхоза «Кемелишки». С 26 июня 1965 года по 31 марта 2013 года входил в состав Кемелишковского сельсовета.

## Население
- 1857 год — 11 человек;
- 1897 год — 18 человек;
- 1905 год — 36 человек;
- 1959 год — 11 человек;
- 1970 год — 14 человек;
- 2004 год — 5 человек;
- 2014 год — 2 человека.